# Hamao Kyōsuke
Hamao Kyōsuke (浜尾 京介 (Tân Vĩ Kinh Giới) Hamao Kyousuke, sinh ngày 25 tháng 6 năm 1991) là một nam diễn viên, ca sĩ và người mẫu Nhật Bản. Anh được biết đến với vai diễn Kikumaru Eiji trong series nhạc kịch Hoàng tử quần vợt, Tenimyu. Vào năm 2010, anh thủ vai anh hùng Agri/Gosei Black trong Tensou Sentai Goseiger, vai diễn chiến binh Đen lần đầu tiên được thể hiện bởi một diễn viên sinh vào thời Heisei. Vai diễn để đời nổi tiếng nhất của Hamao Kyosuke (vai Hayama Takumi) trong loạt series Boy's love Takumi-kun (đóng cặp cùng Daisuke Watanabe) đình đám nhất Nhật Bản đã đem lại lượng fans quốc tế lớn cho anh. Hamao đã công bố (23/10/2013) và chính thức giải nghệ vào 28/2/2014

## TV
- Frame17 (2008)
- Maokore 2009: Kimi ni Yell o (2009)
- Gokusen 3 (NTV, 2008) vai Terauchi Kyousuke
- Takumi-kun Series Niji-iro no Garasu (2009) vai Takumi
- Oretachi wa Tenshi da! NO ANGEL NO LUCK tập 6 (2009)
- Tensou Sentai Goseiger (2010 -2011 ) vai Agri /GoseiBlack
- Takumi-kun Series Bibou no Detail* (2010) vai Takumi
- Takumi-kun Series Pure* (2010) vai Takumi
- Samurai Sentai Shinkenger vs. Go-onger: GinmakuBang!! Gosei Black (voice only)
- Tensou Sentai Goseiger: Epic on the Movie (2010) As Agri/Gosei Black
- Tensou Sentai Goseiger vs. Shinkenger: Epic on Ginmaku (2011) As Agri/Gosei Black
- Kaizoku Sentai Gokaiger vs. Goseiger (2011) As Agri/Gosei Black
- Takumi-kun Series Ano Hareta Azora* (2011) vai Takumi
- Joshidaisei Kaiki Club (2012)
- Musashino-sen no Shimai (2012)
- Messiah Movie (2013) as Shiba Shuusuke
- Our Kogen Hotel/Bokutachi no Kogen Hotel (2013) as Ayumu Aizawa

## Sân khấu
TENIMYU: Seri nhạc kịch Hoàng tử quần vợt (vai Kikumaru Eiji)
- Nhạc kịch Hoàng tử quần vợt: The Progressive Match Higa Chuu feat. Rikkai (Mùa đông 2007-2008)
- Nhạc kịch Hoàng tử quần vợt: Dream Live thứ 5 (2008)
- Nhạc kịch Hoàng tử quần vợt: The Imperial Presence Hyotei Gakuen feat. Higa Chuu (2008)
- Nhạc kịch Hoàng tử quần vợt: The Treasure Match Shitenhouji feat. Hyotei Gakuen (2008-2009)
- Nhạc kịch Hoàng tử quần vợt: Dream Live thứ 6 (2009)
- Peacemaker :(2011) as Souji Okita
- Angel Eyes :(2011)
- Sengoku Basara 3 :(2011) as Chosokabe Motochika
- The Prince of a Wonderful Town :(2012)
- The Prince of a Wonderful Town - Chapter 2 :(2013)
- Messiah Stage :(2013) as Shima Syuusuke

## Tạp chí
- "LOOK at STAR!" Phát hành tháng 12